# B. T. Express
B. T. Express (ursprünglicher Name Brooklyn Trucking Express) war eine US-amerikanische Funk-/Disco-Band der 1970er Jahre mit mehreren Hits im gleichen Jahrzehnt.
Gegründet wurde die Band im Jahr 1972 unter dem Namen „King Davis House Rockers“, der aber später in B. T. Express umbenannt wurde. Die Auflösung der Band wurde 1981 vollzogen.

## Die Band
umfasste unter anderem folgende Mitglieder:
- Barbara Joyce Lomas – Gesang
- Bill Risbrook – Saxophon, Gesang
- Dennis Rowe – Perkussion
- Rick Thompson – Gitarre
- Carlos Ward – Saxophon, Flöte
- Michael Jones – Keyboard
- Wesley Hall – Lead-Gitarre, Gesang
- Leslie Ming – Schlagzeug
- Louis Risbrook – Bass, Keyboard, Gesang

Michael Jones, als Keyboarder in der Band von 1976 bis 1979, verließ die Band später, nahm unter seinem Künstlernamen „Kashif“ einige Platten auf und hatte einige Hits im Bereich R&B in den 80er Jahren.

## Chart-Erfolge
B.T Express wurden bekannt durch die #2 Billboard Hot 100 Single Do It (’Til You’re Satisfied) aus dem Jahr 1974 (die ebenfalls #1 in den Hot Dance Music/Club Play Charts wurde), als auch durch die Nachfolge-Single Express (Hot 100 #4). Es folgten noch einige Top-100-Platzierungen, aber nach dem Album Shout! ließ der Charterfolg nach.
B.T. Express verabschiedeten sich bis 1980 vollends aus den Charts und versuchten mit B.T. Express 1980 ein Comeback, jedoch schaffte nur Give up the Funk (Let's Dance) den Weg in die Top 30 (#24). Es folgten zahlreiche Versuche bei anderen Plattenlabeln, unter anderem bei Record Shack, Earthtone und King Davis. Allerdings konnte an frühere Erfolge nicht mehr angeknüpft werden.

## Diskografie

### Alben
| Jahr | Titel                       | Höchstplatzierung, Gesamtwochen, AuszeichnungChartplatzierungen (Jahr, Titel, Platzierungen, Wochen, Auszeichnungen, Anmerkungen) | Höchstplatzierung, Gesamtwochen, AuszeichnungChartplatzierungen (Jahr, Titel, Platzierungen, Wochen, Auszeichnungen, Anmerkungen) | Anmerkungen                                                   |
| Jahr | Titel                       | US | R&B | Anmerkungen                                                   |
| ---- | --------------------------- | --- | --- | ------------------------------------------------------------- |
| 1974 | Do It ’Til You’re Satisfied | US5 Gold · (31 Wo.)US | R&B1 (26 Wo.)R&B |                                                               |
| 1975 | Non-Stop                    | US19 (19 Wo.)US | R&B1 (17 Wo.)R&B | Erstveröffentlichung: Juli 1975                               |
| 1976 | Energy to Burn              | US43 (12 Wo.)US | R&B11 (18 Wo.)R&B | Erstveröffentlichung: Mai 1976                                |
| 1977 | Function at the Junction    | US111 (5 Wo.)US | R&B39 (3 Wo.)R&B | Erstveröffentlichung: Mai 1977                                |
| 1978 | Shout!                      | US67 (11 Wo.)US | R&B16 (14 Wo.)R&B | Erstveröffentlichung: Februar 1978                            |
| 1978 | 1980                        | US164 (4 Wo.)US | R&B29 (16 Wo.)R&B | Erstveröffentlichung: 1. November 1978 Charteinstieg US: 1980 |
| 1982 | Keep It Up                  | — | R&B49 (6 Wo.)R&B | Erstveröffentlichung: 18. April 1982                          |

Weitere Alben
- 1980: Greatest Hits

### Singles
| Jahr | Titel Album                                                   | Höchstplatzierung, Gesamtwochen, AuszeichnungChartplatzierungen (Jahr, Titel, Album, Platzierungen, Wochen, Auszeichnungen, Anmerkungen) | Höchstplatzierung, Gesamtwochen, AuszeichnungChartplatzierungen (Jahr, Titel, Album, Platzierungen, Wochen, Auszeichnungen, Anmerkungen) | Höchstplatzierung, Gesamtwochen, AuszeichnungChartplatzierungen (Jahr, Titel, Album, Platzierungen, Wochen, Auszeichnungen, Anmerkungen) | Anmerkungen | [↑]: gemeinsam behandelt mit vorhergehendem Eintrag; [←]: in beiden Charts platziert |
| Jahr | Titel Album                                                   | UK | US | R&B | Anmerkungen |                                                                                      |
| ---- | ------------------------------------------------------------- | --- | --- | --- | ----------- | ------------------------------------------------------------------------------------ |
| 1974 | Do It (’Til You’re Satisfied) Do It ’Til You’re Satisfied     | — | US2 Gold · (18 Wo.)US | R&B1 (21 Wo.)R&B |             |                                                                                      |
| 1974 | Express Do It ’Til You’re Satisfied                           | UK34 (6 Wo.)UK | US4 Gold · (15 Wo.)US | R&B1 (16 Wo.)R&B |             |                                                                                      |
| 1975 | Give It What You Got / Peace Pipe Non-Stop                    | — | US31 (18 Wo.)US | R&B5 (12 Wo.)R&B |             |                                                                                      |
| 1976 | Close To You Non-Stop                                         | — | US82 (4 Wo.)US | R&B31 (10 Wo.)R&B |             |                                                                                      |
| 1976 | Can’t Stop Groovin’ Now, Wanna Do It Some More Energy To Burn | — | US52 (4 Wo.)US | R&B6 (15 Wo.)R&B |             |                                                                                      |
| 1976 | Energy to Burn                                                | — | — | R&B37 (8 Wo.)R&B |             |                                                                                      |
| 1977 | Shout It Out Shout!                                           | — | — | R&B12 (20 Wo.)R&B |             |                                                                                      |
| 1980 | Give Up the Funk (Let’s Dance) 1980                           | UK52 (4 Wo.)UK | — | R&B24 (12 Wo.)R&B |             |                                                                                      |
| 1980 | Does It Feel Good 1980[UK: ↑]                                 | UK52 (4 Wo.)UK | — | R&B76 (4 Wo.)R&B |             |                                                                                      |
| 1980 | Stretch –                                                     | — | — | R&B51 (11 Wo.)R&B |             |                                                                                      |
| 1994 | Express ’94 –                                                 | UK67 (2 Wo.)UK | — | — |             |                                                                                      |

Weitere Singles
- 1974: Once You Get It
- 1974: That’s What I Want for You Baby
- 1977: Funky Music (Don’t Laugh at My Funk)
- 1978: What You Do in the Dark
- 1981: Let Yourself Go
- 1982: Keep It Up
- 1982: Star Child (Spirit of the Night)
- 1983: Hangin’ Out
- 1983: This Must Be the Night

## Auszeichnungen für Musikverkäufe
| Goldene Schallplatte - Kanada - 1975: für die Single Express |

Anmerkung: Auszeichnungen in Ländern aus den Charttabellen bzw. Chartboxen sind in ebendiesen zu finden.
| Land/RegionAuszeichnungen für Musikverkäufe (Land/Region, Auszeichnungen, Verkäufe, Quellen) | Gold     | Platin | Verkäufe  | Quellen         |
| -------------------------------------------------------------------------------------------- | -------- | ------ | --------- | --------------- |
| Kanada (MC)                                                                                  | Gold1    | —      | 75.000    | musiccanada.com |
| Vereinigte Staaten (RIAA)                                                                    | 3× Gold3 | —      | 2.500.000 | riaa.com        |
| Insgesamt                                                                                    | 4× Gold4 | —      |           |                 |